# Georg Fey (Politiker, 1882)
Georg Fey (* 28. Dezember 1882 in Memmingen; † 2. Oktober 1959 ebenda) war ein deutscher Politiker und Erster Bürgermeister der oberschwäbischen Stadt Memmingen.

## Leben
Georg Fey wurde als 13. Kind der Schreinermeisterseheleute Georg und Rosalie Fey geboren. Er besuchte die Volksschule und gewerbliche Fachschulen, bevor er in eine Lehre als Tapezierer und Dekorateur eintrat. 1905 übernahm er den elterlichen Tapezierbetrieb und erweiterte ihn später zu einem Möbelgeschäft.

## Politik
Georg Fey wurde 1914 zum Gemeindebevollmächtigten gewählt. Bis 1930 gehörte er dem Memminger Stadtrat an, der ihn von 1926 bis 1929 zum Zweiten Bürgermeister wählte. In der Zeit des Nationalsozialismus bekleidete Fey von 1930 bis 1945 keine öffentlichen Ämter.
Die US-Besatzungsregierung ernannte ihn am 14. Mai 1945 zum kommissarischen Ersten Bürgermeister. Der Stadtrat bestätigte ihn am 27. Januar 1946 durch Wahl. Im Sommer 1946 war er Mitglied der Bayerischen Verfassunggebenden Landesversammlung. In der Oberbürgermeisterwahl am 1. Juli 1948 unterlag der Politiker dem Konkurrenten Lorenz Riedmiller, der für die SPD antrat. Georg Fey gehörte als CSU-Mitglied weiterhin dem Stadtrat an. Er bekleidete in der Folgezeit das Amt des Zweiten Bürgermeisters und des Referenten für Bau- und Grundstückswesen sowie wirtschaftliche Angelegenheiten. Er stellte sich am 30. März 1952 ein weiteres Mal der Oberbürgermeisterwahl, bei der er jedoch wiederum unterlag. Im Alter von 69 Jahren zog er sich aus der Kommunalpolitik zurück. 1957 wurde er zum Ehrenbürger seiner Heimatstadt ernannt.